# Untamed
Untamed ist ein US-amerikanischer Spielfilm mit Gesangseinlagen aus dem Jahr 1929 und ist der erste Tonfilm von Joan Crawford. Der Film wurde vor The Hollywood Revue of 1929 gedreht, jedoch erst einige Monate später in den Verleih gebracht.

## Handlung
Alice Dowling, genannt Bingo, wächst mitten im Dschungel von Südamerika auf den Ölfeldern ihres Vaters auf. Bingo kennt keine Regeln und lebt nur für ihr Vergnügen. Als ihr Vater stirbt, erbt das Mädchen das gesamte Imperium, ohne auch nur ansatzweise auf die Verantwortung vorbereitet zu sein. Ben Murchinson, der beste Freund ihres Vaters, nimmt Bingo mit nach New York, wo sie neben Buchführung auch gutes Benehmen und angemessenes Verhalten in der Öffentlichkeit lernen soll. Auf der Überfahrt lernt Bingo Andy McAllister kennen, einen armen, aber anständigen Ingenieur. Aus einem Impuls heraus wollen beide heiraten, doch Ben verlangt, dass Bingo noch ein Jahr warten solle, um die Ernsthaftigkeit ihrer Gefühle zu testen. Die Zeit vergeht, Bingo verwandelt sich in eine kultivierte junge Dame der besten Gesellschaft und die Liebe zu Andy droht an den Standesunterschieden zu scheitern. Andy entscheidet sich schließlich, lieber mit Bingos Millionen zu leben als ohne das Mädchen, das er liebt. Beide ziehen zurück in den Dschungel und leben reich, aber glücklich.

## Hintergrund
Joan Crawford war seit 1928 mit ihrer Darstellung lebenslustiger junger Damen, damals Flapper genannt, in Filmen wie Our Dancing Daughters zu Ruhm gekommen. Mitte 1929 stand sie vor der Herausforderung, den Umbruch vom Stummfilm zum Tonfilm zu meistern. Im Gegensatz zu den meisten anderen Studios leitete Metro-Goldwyn-Mayer den Übergang mit Bedacht ein. Während Konkurrenten wie Paramount Studios durch eine überhastete Umstellung auf das neue Medium einen Großteil ihrer etablierten Stars verloren, schafften bei MGM alle etablierten Namen den Wechsel. Mitte des Jahres kam The Hollywood Revue of 1929 in den Verleih, der in einer losen Abfolge von Musicalnummern und Sketchen außer Greta Garbo nahezu alle Topstars in Sprechrollen präsentierte. Der Film markierte das offizielle Tonfilmdebüt von Joan Crawford, obwohl Untamed bereits einige Wochen vorher fertiggestellt wurde. 
Untamed variierte das populäre Image von Joan Crawford als lebenslustiges, reiches Mädchen, das ausgelassen feiert, viele Verehrer hat und am Ende die wahre Liebe findet. Die Schauspielerin bereitete sich selber intensiv auf die Herausforderung des Mikrophons vor. Gegenüber Roy Newquist beschrieb sie ihre einfache, aber effektive Methode: 

„Meist habe ich laut gelesen […]. Wenn ich Probleme mit der Aussprache eines Wortes hatte, wiederholte ich es immer wieder. Ich habe viel mit mir selbst geredet. Ich habe die Zeitungen laut gelesen. 'Untamed' begann mit meinem Gesang, 'Languid and plain-tive, hear the chant of the jun-gle!' Ich war entsetzt bis Paul Bern mir erklärte, dass meine heisere Stimme genau das war, was die Leute von einem Mädchen mit meinem wilden Aussehen erwarteten.“

Mit dem fertigen Ergebnis war sie allerdings weniger einverstanden und meinte rückblickend lapidar: 

„[…] albern, aber lustig--Bob Montgomery war toll, ich dagegen schrecklich, hauptsächlich, weil ich fehlbesetzt war.“

## Kinoauswertung
Mit Herstellungskosten von 229.000 US-Dollar war Untamed eine kostengünstige Produktion. Die Einnahmen lagen in den USA mit 718.000 US-Dollar etwas über den vorherigen Filmen der Schauspielerin. Bei Auslandseinnahmen von 260.000 US-Dollar und einem Gesamtergebnis von 974.000 US-Dollar konnte das Studio am Ende einen Gewinn von 508.000 US-Dollar realisieren, ein Indiz für die rasch wachsende Popularität von Joan Crawford.

## Kritiken
In der New York Times bemängelte Mordaunt Hall an dem Film: 

„Miss Crawford hat eine gute Stimme, aber als Mädchen, das die meiste Zeit seines Lebens außerhalb der Zivilisation gelebt hat, ist sie nicht überzeugend.“

Der Kritiker des Brooklyn Eagle war weniger kritisch: 

„Wenn "Untamed" irgendetwas für Miss Crawford tut, dann den Nachweis zu erbringen, dass sie eine Schauspielerin ist, der die Mikrophone keine Angst machen müssen. Ihre Aussprache ist klar und unaffektiert [und] sie schafft es, die impulsive Heldin der Geschichte sogar etwas glaubwürdiger zu machen als es notwendig wäre.“